# Marie-Stéphanie Samain
Marie-Stéphanie Samain es una botánica, conservadora, docente, taxónoma, y exploradora belga.

## Carrera
En 2008, obtuvo el doctorado en ciencias biológicas, en la Universidad de Gante, Bélgica. Antes, en [003, en esa misma casa de altos estudios, el M.Sc..
Desarrolla actividades académicas en el Instituto de Ecología, Centro Regional del Bajío, Pátzcuaro Michoacán, México.
Entre otras familias se especializa en Hydrangeaceae, y con énfasis en el género Hydrangea.
En 2016 la Red de Biodiversidad y Sistemática evaluó el desempeño de la Dra. Samain y decidió no otorgarle la definitividad al no haber cumplido con varias actividades en su contrato. Le dieron un plazo de un año para corregir sus deficiencias. En venganza, Samain acusó a los investigadores del INECOL que tenían más tiempo trabajando que ella, por lo que fueron despedidos injustamente por Martín Ramón Aluja Schuneman Hofer, el director del INECOL

## Algunas publicaciones
- f. González, s.t. Wagner, k. Salomo, l. Symmank, m.-s- Samain, s. Isnard, n.p. Rowe, c. Neinhuis, s. Wanke. 2014. Present trans-Pacific disjunct distribution of Aristolochia subgenus Isotrema (Aristolochiaceae) was shaped by dispersal, vicariance and extinction. J. of Biogeography 41: 380 - 391.
- sarah t. Wagner, linnea Hesse, sandrine Isnard, marie-stéphanie Samain, jay Bolin, erika Maass, christoph Neinhuis, nick p. Rowe, stefan Wanke. 2014. Major trends in stem anatomy and growth forms in the perianth-bearing Piperales, with special focus on Aristolochia. Ann. of botany doi: 10.1093/aob/mcu044
- e. Cires, y. De Smet, c. Cuesta, p. Goetghebeur, s. Sharrock, d. Gibbs, s. Oldfield, a. Kramer, m.s. Samain. 2013. Gap analyses to support ex situ conservation of genetic diversity in Magnolia, a flagship plant group. Biodiversity and Conservation 22: 567 - 590.
- c. Granados Mendoza, s. Wanke, k. Salomo, p. Goetghebeur, m.s. Samain. 2013. First application of the phylogenetic informativeness method to chloroplast markers: a test case of closely related species in tribe Hydrangeeae (Hydrangeaceae). Molecular Phylogenetics & Evolution 66: 233 - 242.
- g. Pino, n. Cieza, s. Wanke, m.s. Samain. 2012. New succulent window-leaved Peperomias from Peru. Haseltonia 18: 5-28.
- h.t. Horner, s. Wanke, m.s. Samain. 2012. Evolution and systematic value of leaf crystal macropatterns in the genus Piper (Piperaceae): a comparison with the genus Peperomia. American J. of Botany 99: 983 - 997.
- m.s. Samain, e. Cires. 2012. Plants for the future – A future for our planet. Towards a protocol for genetic management of ex situ living plant collections. BGJournal 9: 3 - 6.
- l. Symmank, m.s. Samain, j.f. Smith, g. Pino, p. Goetghebeur, c. Neinhuis, s. Wanke. 2011. From the Andean cradle in Peru to the Trans-Mexican Volcanic Belt: the extraordinary journey of the geophytic Peperomia subgenus Tildenia (Piperaceae). J. of Biogeography 38: 2337 - 2349.
- g. Mathieu, l. Symmank, r. Callejas, s. Wanke, c. Neinhuis, p. Goetghebeur, m.s. Samain. 2011. New geophytic Peperomia (Piperaceae) species from Mexico, Belize and Costa Rica. Revista Mexicana de Biodiversidad 82: 357 - 382.
- j.e. Rivera Hernández, m.s. Samain. 2011. Where has Aristolochia tricaudata (Aristolochiaceae) gone? New record of a critically endangered species in Oaxaca, Mexico. Revista Mexicana de Biodiversidad 82: 281 - 286.
- m.s. Samain, g. Mathieu, g. Pino, l. Symmank, n. Cieza, c. Neinhuis, p. Goetghebeur, s. Wanke. 2011. The geophytic Peperomia subgenus Tildenia (Piperaceae) in the Andes with the description of new species in a phylogenetic framework. Plant Ecology & Evolution 144: 148 - 176.
- -------------, s. Wanke, p. Goetghebeur. 2010. Unraveling extensive paraphyly in the genus Hydrangea s.l. with implications for the systematics of tribe Hydrangeeae. Systematic Botany 35: 593 - 600.
- -------------, a. Vrijdaghs, m. Hesse, p. Goetghebeur, f. Jiménez Rodríguez, a. Stoll, c. Neinhuis, s. Wanke. 2010. Verhuellia is a segregate lineage in Piperaceae: more evidence from flower, fruit and pollen morphology, anatomy and development. Ann. of Botany 105: 677 - 688.
- -------------, l. Vanderschaeve, p. Chaerle, p. Goetghebeur, c. Neinhuis, s. Wanke. 2009. Is morphology telling the truth about the evolution of the giant genus Peperomia (Piperaceae)? Plant Systematics & Evolution 278: 1 - 21.
- -------------, s. Wanke, g. Mathieu, c. Neinhuis, p. Goetghebeur. 2008. Verhuellia revisited – unravelling an intricate taxonomic history and a new subfamilial classification of the Piperaceae. Taxon 57: 583 - 587.
- j.e. Rivera Hernández, m.s. Samain. 2011. Where has Aristolochia tricaudata (Aristolochiaceae) gone? New record of a critically endangered species in Oaxaca, Mexico. Revista Mexicana de Biodiversidad 82: 281 - 286
- s. Wanke, l. Vanderschaeve, g. Mathieu, c. Neinhuis, p. Goetghebeur, m.s. Samain. 2007. From forgotten taxon to a missing link? The position of the genus Verhuellia (Piperaceae) revealed by molecules. Ann. of Botany 99: 1231 - 1238.
- ------------, m.s. Samain, l. Vanderschaeve, g. Mathieu, p. Goetghebeur, c. Neinhuis. 2006. Phylogeny of the genus Peperomia (Piperaceae) inferred from the trnK/matK region (cpDNA). Plant Biology 8: 93 - 102.

## Membresías
- IUCN/SSC Global Tree Specialist Group.
- comité editorial International Journal of Environmental Studies.

## Coeditora
- Acta Botánica Mexicana.